# Ignác z Láconi
Svatý Ignác z Láconi, vlastním jménem Ignác Vincenc Peis (17. prosince 1701, Làconi, Sardinie – 11. května 1781, Cagliari, Sardinie), byl sardinský řeholník z řádu kapucínů, pastýř, mystik a světec.
Byl svatořečen papežem Piem XII. 21. října 1951. Roku 2007 se stal patronem provincie Oristano.
Jeho svátek se slaví 11. května.